# Shubenacadie 13
Shubenacadie 13 är ett reservat i Kanada.   Det ligger i provinsen Nova Scotia, i den östra delen av landet, 1 000 km öster om huvudstaden Ottawa. Shubenacadie 13 ligger vid sjöarna  Little Grand Lake och Shubenacadie Grand Lake.
I omgivningarna runt Shubenacadie 13 växer i huvudsak blandskog. Runt Shubenacadie 13 är det ganska glesbefolkat, med 27 invånare per kvadratkilometer.